# Tridente (Albano Laziale)
Il Tridente di Albano Laziale è un piano urbanistico messo in atto nella città di Albano Laziale, in provincia di Roma, nell'area dei Castelli Romani. Esso, articolato su tre strade convergenti in un punto scenografico, è stato realizzato nel XVII secolo dalla famiglia Savelli feudataria del luogo.

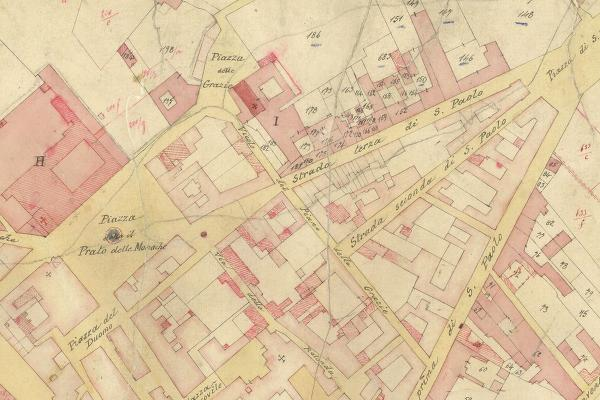
Il Tridente di Albano in un particolare della mappa del Catasto Gregoriano (1816-1870)

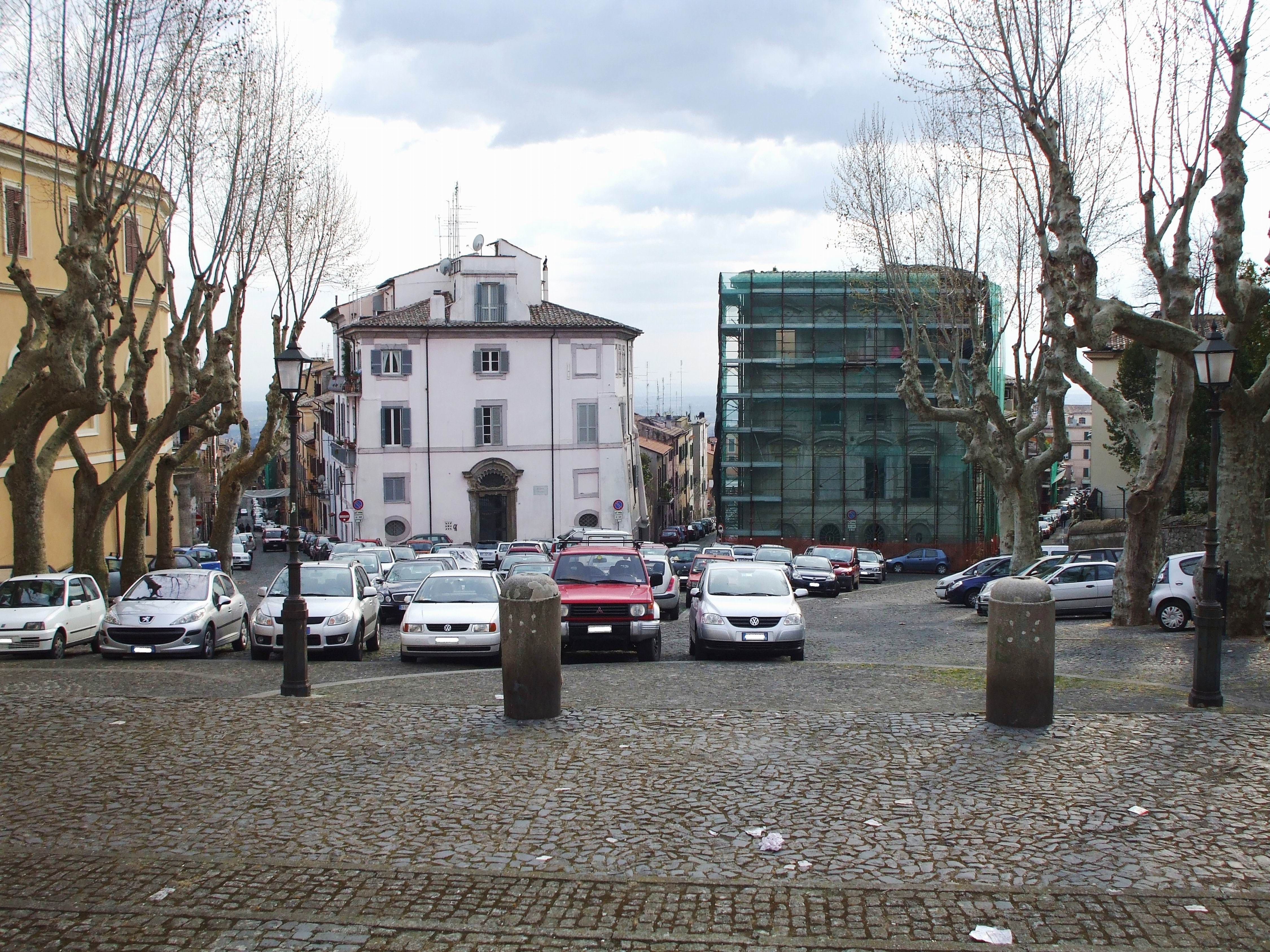
Il Tridente visto da piazza San Paolo

L'area interessata dal Tridente era occupata da un antico tessuto urbano, sorto nel corso del Medioevo sui resti dell'accampamento romano dei Castra Albana, tanto che in molte zone è ancora riscontrabile ad occhio nudo l'ortogonalità delle strade caratteristica dei castra militari romani. Inoltre, l'intera zona è situata in forte pendenza: basti pensare che fra piazza Pia (384 m s.l.m.) e piazza San Paolo (431 m s.l.m.) la pendenza tocca l'11%, ovvero quarantasette metri su 435.
Tuttavia nel corso del XVII secolo i Savelli attuarono questo piano di risistemazione urbanistica, e nonostante le ristrettezze economiche in cui la famiglia versava in quel momento non evitarono di innalzare costruzioni importanti come la Chiesa di San Bonaventura (1619).
Il Tridente ha per base via Alcide de Gasperi, ovvero il centralissimo Corso di sopra, e per punto di convergenza scenografica piazza San Paolo, con la facciata della Chiesa di San Paolo, che ospita le reliquie di san Gaspare del Bufalo. Le tre strade sono via Aurelio Saffi, via San Gaspare del Bufalo e via Leonardo Murialdo: anticamente il loro nome era Strada prima di San Paolo (via Saffi), Strada seconda di San Paolo (via San Gaspare del Bufalo) e Strada terza di San Paolo (via Murialdo).
Sulle strade del Tridente prospettano numerose residenze patrizie erette tra XVII e XVIII secolo: sua via Murialdo sorgono Palazzo Rospigliosi, oggi sede dell'Istituto Paritario San Leonardo Murialdo e Palazzo Pamphilj, mentre su via Saffi sono numerose le antiche abitazioni di una certa imponenza oggi fatiscenti e in abbandono.   